# Primo cubano
Un primo cubano è un numero primo fornito da un'espressione in cui entrano potenze cubiche (il nome non deriva dall'isola di Cuba, ma ha a che fare con il ruolo che il cubo, la terza potenza, gioca nell'equazione). Più precisamente diciamo numero primo cubano della prima forma un numero primo che sia dato dalla differenza dei cubi di due interi consecutivi. Esso può essere anche rappresentato con l'espressione facilmente generalizzabile ad altre forme di primi cubani:
{\displaystyle \,(x^{3}-y^{3})/(x-y),~x=y+1,~} per qualche {\displaystyle ~y=1,2,3,...}
ovvero, semplificando, dall'espressione
{\displaystyle \,3y^{2}+3y+1\,~} per qualche {\displaystyle ~y=1,2,3,...}
Si osserva che questa è esattamente la forma dei numeri esagonali centrati: l'insieme dei numeri primi cubani della prima forma coincide con l'insieme dei numeri primi esagonali centrati.
I primi numeri cubani della prima forma sono:
7, 19, 37, 61, 127, 271, 331, 397, 547, 631, 919, 1657, 1801, 1951, 2269, 2437, 2791, 3169, 3571, 4219, 4447, 5167, 5419, 6211, 7057, 7351, 8269, 9241, 10267, 11719, 12097, 13267, 13669, 16651, 19441, 19927, 22447, 23497, 24571, 25117, 26227, ...
Questi numeri sono stati studiati da A. J. C. Cunningham, in un articolo intitolato On quasi-Mersennian numbers.
Diciamo invece numero primo cubano della seconda forma un numero primo che sia valore dell'espressione
{\displaystyle \,p=(x^{3}-y^{3})/(x-y),x=y+2,~} per qualche {\displaystyle ~y=1,2,3,...}
ovvero, semplificando, dell'espressione
{\displaystyle \,3y^{2}+6y+4\,~} per qualche {\displaystyle ~y=1,2,3,...}
I primi numeri cubani della seconda forma sono:
13, 109, 193, 443, 769, 1201, 1453, 2029, 3469, 3889, 4801, 10093, 12289, 13873, 18253, 20173, 21169, 22189, 28813, 37633, 43201, 47629, 60493, 63949, 65713, 69313, ...
Anche questi primi cubani sono stati esaminati da Cunningham nel suo libro Binomial Factorisations.